# Sphagnum miquelonense
Sphagnum miquelonense là một loài rêu trong họ Sphagnaceae. Loài này được (Renauld & Cardot) Warnst. mô tả khoa học đầu tiên năm 1901.